# Sistema sociotécnico
Sistema Sociotécnico (STS) no desenvolvimento organizacional é uma abordagem do projeto de trabalho organizacional complexo que reconhece a interação entre as pessoas e a tecnologia nos locais de trabalho. O termo também se refere à interação entre as complexas infra-estruturas da sociedade e ao comportamento humano. Nesse sentido, a própria sociedade, e a maioria de suas subestruturas, são sistemas sociotécnicos complexos. O termo sistemas sociotécnicos foi criado por Eric Trist , Ken Bamforth e Fred Emery, na era da Segunda Guerra Mundial, baseado em seu trabalho com os trabalhadores nas minas de carvão inglesas no Instituto Tavistock, em Londres .
Sistemas sociotécnicos pertencem à teoria sobre os aspectos sociais das pessoas e da sociedade e aspectos técnicos da estrutura organizacional e processos. Aqui, técnica não implica, necessariamente, em tecnologia material. O foco está em procedimentos e conhecimentos relacionados, ou seja, refere-se ao termo grego antigo logos. "Técnico" é um termo usado para se referir à estrutura e um senso mais amplo de tecnicismos. Sociotécnica refere-se a inter-relação dos aspectos sociais e técnicos de uma organização ou a sociedade como um todo. Portanto, a teoria sociotécnica é sobre a otimização conjunta, com uma ênfase compartilhada na conquista da excelência no desempenho técnico e qualidade na vida de trabalho das pessoas. A teoria sociotécnica, diferentemente dos sistemas sociotécnicos, propõe uma série de maneiras diferentes de alcançar a otimização conjunta. Geralmente, baseiam-se na concepção de diferentes tipos de organização, nos quais as relações entre elementos sócio-técnicos conduzem ao surgimento de produtividade e bem-estar.

## Visão Geral
Sociotécnica refere-se à inter-relação dos aspectos sociais e técnicos de uma organização. A teoria sociotécnica fundamenta-se em dois princípios fundamentais:
- Um deles é de que a interação de fatores sociais e técnicos cria as condições para o sucesso (ou fracasso) do desempenho organizacional. Essa interação consiste parcialmente de uma linearidade de relações de "causa e efeito" (as relações que normalmente são "desenhadas") e em parte de "não-lineares", complexas até mesmo relacionamentos imprevisíveis (as boas ou más relações que são muitas vezes inesperadas). Designados ou não, ambos os tipos de interação ocorrem quando elementos sócio-técnicos são colocados em ação.
- O corolário deste e o segundo dos dois princípios principais é que a otimização de cada aspecto (sócio ou técnico) tende a aumentar não apenas a quantidade de relações imprevisíveis, "não projetadas", mas aquelas relações que são prejudiciais ao desempenho do sistema.

Portanto, a teoria sociotécnica é sobre otimização conjunta, isto é, a concepção do sistema social e sistema técnico em conjunto para que eles funcionem sem problemas em conjunto. A teoria sociotécnica, diferentemente dos sistemas sociotécnicos, propõe uma série de maneiras diferentes de alcançar a otimização conjunta. Geralmente, eles baseiam-se na concepção de diferentes tipos de organização, em que as relações entre elementos sócio-técnicos levam ao surgimento de produtividade e bem-estar, ao invés de muitas vezes a nova tecnologia não atender às expectativas dos designers e usuários.
A literatura científica mostra termos como sociotécnica, em uma única palavra, ou sócio-técnica com um hífen, teoria sociotécnica, sistema sociotécnico e teoria de sistemas sociotécnicos. Todos esses termos aparecem onipresentes, mas seus significados reais muitas vezes permanecem obscuros. O termo-chave "sociotécnica" é algo de uma buzzword e seu uso variado pode ser indefinido. O que pode ser dito sobre isso, porém, é que ele é usado com mais freqüência para simplesmente, e muito corretamente, descrever qualquer tipo de organização que é composta de pessoas e tecnologia. Mas, previsivelmente, há mais do que isso.

## Princípios
Alguns dos princípios centrais da teoria sociotécnica foram elaborados em um papel seminal por Eric Trist e Ken Bamforth em 1951.[carece de fontes?] Trata-se de um estudo de caso interessante que, como a maior parte do trabalho na teoria sociotécnica, se concentra em uma forma de 'sistema de produção' expressivo da era e dos sistemas tecnológicos contemporâneos que ela continha. O estudo baseou-se na observação paradoxal de que, apesar da tecnologia melhorada, a produtividade estava caindo e que, apesar de melhores salários e serviços, o absentismo estava aumentando. Essa organização racional particular se tornará irracional. A causa do problema foi a hipótese de ser a adoção de uma nova forma de tecnologia de produção que criou a necessidade de uma forma burocrática de organização (como o comando e controle clássico). Neste exemplo específico, a tecnologia trouxe um passo retrógrado em termos de design organizacional. A análise que se seguiu introduziu os termos "sócio" e "técnico" e elaborou muitos dos princípios fundamentais que a teoria sociotécnica se tornou posteriormente.

### Autonomia Responsável
A teoria sociotécnica foi pioneira para sua mudança de ênfase, uma mudança para considerar equipes ou grupos como a unidade primária de análise e não o indivíduo. A teoria sociotécnica presta especial atenção à supervisão e liderança internas ao nível do "grupo" e refere-se a ela como "autonomia responsável". O ponto predominante parece ser que ter a simples habilidade de cada membro da equipe ser capaz de realizar sua função não é o único preditor de eficácia do grupo. Há uma série de questões na pesquisa de coesão de equipe, por exemplo, que são respondidas por ter a regulamentação e liderança interna de um grupo ou equipe.
Estes e outros fatores desempenham um papel integral e paralelo na garantia de um trabalho em equipe bem sucedido que a teoria sociotécnica explora. A ideia de grupos semi-autônomos traz uma série de vantagens adicionais. Não menos importante entre estes, especialmente em ambientes perigosos, é a necessidade muitas vezes sentida por parte das pessoas na organização para um papel em um pequeno grupo primário. Argumenta-se que tal necessidade surge nos casos em que os meios para uma comunicação eficaz são frequentemente um pouco limitados. Como Carvalho afirma, isto é porque "... os operadores usam trocas verbais para produzir interações contínuas, redundantes e recursivas para construir e manter com sucesso a consciência individual e mútua ...". O imediatismo e a proximidade de membros da equipe confiável torna possível que isso ocorra. A coevolução da tecnologia e das organizações traz consigo um conjunto crescente de novas possibilidades para a nova interação. A autonomia responsável pode se tornar mais distribuída junto com a equipe.
A chave para a autonomia responsável parece ser a concepção de uma organização que possua as características de pequenos grupos, evitando os neologismos "silo-thinking" e "stovepipe" da teoria da gestão contemporânea. A fim de preservar "... as lealdades intactas em que o pequeno grupo [dependem] ... o sistema como um todo [precisa conter] o seu mau de uma forma a não destruir o seu bem". Na prática, isso exige grupos a serem responsáveis pela sua própria regulamentação interna e supervisão, com a principal tarefa de relacionar o grupo ao sistema mais amplo caindo explicitamente a um líder do grupo. Esse princípio, portanto, descreve uma estratégia para remover hierarquias de comando mais tradicionais.

### Adaptabilidade
Carvajal afirma que "a taxa na qual a incerteza supera uma organização está mais relacionada à sua estrutura interna do que à quantidade de incerteza ambiental". Sitter, em 1997, ofereceu duas soluções para organizações confrontadas, como as forças armadas, com um ambiente de complexidade crescente: "A primeira opção é restaurar o ajuste com a complexidade externa por uma crescente complexidade interna ... Isso normalmente significa a criação de mais funções pessoais ou o alargamento das funções pessoais e/ou o investimento em sistemas de informação vertical". Sistemas de informação vertical são muitas vezes confundidos com sistemas de "capacidade habilitada para rede" (NEC), mas uma distinção importante precisa ser feita, o que Sitter oferece como segunda opção:
"... a organização tenta lidar com a complexidade externa 'reduzindo' as necessidades de controle interno e de coordenação. ...Essa opção pode ser chamada de estratégia de 'organizações simples e empregos complexos'". Tudo isso contribui para uma série de vantagens únicas.
Em primeiro lugar, trata-se da questão da "redundância humana", segundo a qual "grupos deste tipo eram livres para fixar seus próprios alvos, de modo que os níveis de aspiração em relação à produção pudessem ser ajustados à idade e ao vigor dos indivíduos envolvidos". Redundância humana fala em direção à flexibilidade, onipresença e “pervasiveness” dos recursos dentro NEC.
A segunda questão é a da complexidade. A complexidade está no cerne de muitos contextos organizacionais (existem numerosos paradigmas organizacionais que lutam para lidar com ele). Trist e Bamforth (1951) poderiam ter escrito sobre isso com a seguinte passagem: "Encontra-se uma grande variedade de condições ambientais desfavoráveis e mutáveis ... muitas das quais são impossíveis de prever. Outros, embora previsíveis, são impossíveis de alterar."
Muitos tipos de organizações são claramente motivados pela apelativa "era industrial", princípios racionais de "produção em fábricas", uma abordagem particular para lidar com a complexidade: "Na fábrica, um nível comparativamente alto de controle pode ser exercido sobre o complexo e em movimento figurativo de uma seqüência de produção, uma vez que é possível manter o ‘solo’ em um estado comparativamente passivo e constante". Por outro lado, muitas atividades são constantemente confrontadas com a possibilidade de "alguma atividade indesejável no 'solo'" da relação 'figura-solo'. O problema central, que parece estar na base de muitos problemas que as organizações "clássicas" têm com a complexidade é que "A instabilidade do 'solo' limites e aplicabilidades [...] dos métodos derivados da fábrica".
Nas organizações clássicas, os problemas com a "figura" em movimento e o "terreno" em movimento muitas vezes se ampliam por meio de um espaço social muito maior, em que há uma extensão muito maior da interdependência de tarefas hierárquicas. Por esta razão, o grupo semi-autônomo, e sua capacidade de fazer uma resposta muito mais refinada à situação "terreno", pode ser considerado como "ágil". Além disso, os problemas locais que surgem não precisam se propagar por todo o sistema (para afetar a carga de trabalho e a qualidade de trabalho de muitos outros) porque uma organização complexa fazendo tarefas simples foi substituída por uma organização mais simples fazendo tarefas mais complexas. A agilidade e regulação interna do grupo permite que os problemas sejam resolvidos localmente sem propagação através de um espaço social maior.

### Tarefas Inteiras
Outro conceito na teoria sociotécnica é a "tarefa inteira". Toda tarefa "tem a vantagem de colocar a responsabilidade da [...] tarefa diretamente sobre os ombros de um único e pequeno grupo cara-a-cara que experimenta todo o ciclo de operações ao redor de seus membros". A incorporação sociotécnica deste princípio é a noção de especificação crítica mínima. Este princípio afirma que, "embora possa ser necessário ser muito preciso sobre o que tem de ser feito, raramente é necessário ser preciso sobre como é feito". Isso não é mais ilustrado, pelo exemplo a antítese de "trabalhar para governar" e o virtual colapso de todo o sistema que está sujeito à retirada intencional de adaptação humana às situações e contextos.
O fator chave nas tarefas de especificação minimamente crítica é a autonomia responsável do grupo para decidir, com base nas condições locais, como realizar melhor a tarefa de forma flexível e adaptativa. Este princípio é isomorfo com idéias como operações baseadas em efeitos (EBO). EBO faz a pergunta de qual é o objetivo que queremos alcançar, que objetivo precisamos alcançar, em vez de que tarefas têm de ser realizadas, quando e como. O conceito de EBO permite que os gerentes "... manipulem e decomponham efeitos de alto nível. Eles devem então atribuir efeitos menores como objetivos para os subordinados alcançarem. A intenção é que as ações dos subordinados cumulativamente alcancem os efeitos desejados". Em outras palavras, O foco muda de ser um roteirista de tarefas para ser um designer de comportamentos. Em alguns casos, isso pode tornar a tarefa do gerente significativamente menos árdua.

### Significado das tarefas
As operações baseadas em efeitos e a noção de uma "tarefa inteira", combinada com adaptabilidade e autonomia responsável, têm vantagens adicionais para aqueles que trabalham na organização. Isso se deve ao fato de que "para cada participante a tarefa tem significância total e fechamento dinâmico", bem como a exigência de implementar uma multiplicidade de habilidades e ter a autonomia responsável para selecionar quando e como fazê-lo. Isso claramente sugere um relaxamento das miríades de mecanismos de controle encontrados em organizações mais classicamente projetadas.
Uma maior interdependência (por meio de processos difusos como a globalização) também traz consigo uma questão de tamanho, na qual "a escala de uma tarefa transcende os limites da estrutura espaço-temporal simples", Entenda-se como condições sob as quais os interessados podem concluir um trabalho em um só lugar de uma vez, ou seja, a situação do face-a-face, ou grupo singular. Em outras palavras, nas organizações clássicas, a "totalidade" de uma tarefa é muitas vezes diminuída pela integração de múltiplos grupos e pela desintegração espaciotemporal. O formulário baseado grupo de projeto de organização proposto pela teoria sociotécnica combinado com novas possibilidades tecnológicas (como a internet) dá uma resposta a esta questão, muitas vezes esquecida, que contribui significativamente para a otimização conjunta.

## Tópicos

### Sistema sociotécnico
Um sistema sociotécnico é um termo normalmente dado a qualquer instanciação de elementos sócio-técnicos envolvidos no comportamento dirigido a metas. Os sistemas sociotécnicos são uma expressão particular da teoria sociotécnica, embora não sejam necessariamente a mesma coisa. A teoria de sistemas sociotécnicos é uma mistura de teoria sociotécnica, otimização conjunta e teoria geral de sistemas. O termo sistema sociotécnico reconhece que as organizações têm limites e que as transações ocorrem dentro do sistema (e seus sub-sistemas) e entre o contexto mais amplo e a dinâmica do ambiente. É uma extensão da Teoria Sociotécnica que fornece uma linguagem descritiva e conceitual mais rica para descrever, analisar e projetar organizações. Um Sistema Sociotécnico, portanto, muitas vezes descreve uma 'coisa' (e interliga, sistemas baseados em mistura de pessoas, tecnologia e ambiente).

### Equipes de trabalho autônomo
As equipes de trabalho autônomo, também chamadas equipes autogeridas, são uma alternativa aos métodos tradicionais da linha de montagem. Em vez de ter um grande número de funcionários, cada um faz uma pequena operação para montar um produto, os funcionários são organizados em pequenas equipes, e cada uma delas é responsável pela montagem de um produto inteiro. Essas equipes são autogeridas e independentes umas das outras.

### Enriquecimento do trabalho
O enriquecimento do trabalho no desenvolvimento organizacional, na gestão de recursos humanos e no comportamento organizacional é o processo de dar ao funcionário um escopo de responsabilidade mais amplo e mais alto, com maior autoridade para tomar decisões. Este é o oposto do alargamento do trabalho, que simplesmente não envolveria maior autoridade. Em vez disso, ele só terá um maior número de deveres.

### Ampliação de trabalho
Aumento do emprego significa aumentar o escopo de um trabalho através da extensão da gama de seus deveres e responsabilidades do trabalho. Isto contradiz os princípios da especialização e da divisão do trabalho, segundo os quais o trabalho é dividido em pequenas unidades, cada uma das quais é executada repetidamente por um trabalhador individual. Algumas teorias motivacionais sugerem que o tédio e a alienação causados pela divisão do trabalho podem realmente fazer com que a eficiência caia.

### Rotação do trabalho
Rotação do trabalho é uma abordagem para o desenvolvimento de gestão, onde um indivíduo é movido através de um calendário de atribuições destinadas a dar-lhe uma amplitude de exposição a toda a operação. Rotação de trabalho também é praticada para permitir que os funcionários sejam qualificados para obter mais informações sobre os processos de uma empresa e aumentar a satisfação no trabalho através da variação do trabalho. O termo rotação de postos de trabalho também pode significar o intercâmbio programado de pessoas em escritórios, especialmente em cargos públicos, antes do fim da incumbência ou do período legislativo. Isso tem sido praticado pelo partido verde alemão há algum tempo, mas foi descontinuado.

### Motivação
Motivação em psicologia refere-se à iniciação, direção, intensidade e persistência do comportamento. A motivação é um estado temporal e dinâmico que não deve ser confundido com personalidade ou emoção. Motivação é ter o desejo e a vontade de fazer algo. Uma pessoa motivada pode estar alcançando uma meta de longo prazo, como se tornar um escritor profissional ou um objetivo de curto prazo, como aprender a soletrar uma determinada palavra. A personalidade invariavelmente se refere a características mais ou menos permanentes do estado de ser de um indivíduo (por exemplo, tímido, extrovertido, consciencioso). Ao contrário da motivação, a emoção refere-se a estados temporais que não ligam imediatamente ao comportamento (por exemplo, raiva, tristeza, felicidade).

### Melhoria de Processos
A melhoria do processo no desenvolvimento organizacional é uma série de ações tomadas para identificar, analisar e melhorar os processos existentes dentro de uma organização para atender novas metas e objetivos. Estas ações seguem frequentemente a uma específica metodologia ou estratégia para criar resultados bem sucedidos.

### Análise de Tarefas
A análise de tarefas é a análise de como uma tarefa é realizada, incluindo uma descrição detalhada das atividades manuais e mentais, durações de tarefas e elementos, freqüência de tarefas, alocação de tarefas, complexidade de tarefas, condições ambientais, roupas e equipamentos necessários e quaisquer outros fatores exclusivos envolvidos ou necessários para uma ou mais pessoas para executar uma determinada tarefa. Esta informação pode então ser usada para muitos propósitos, tais como seleção e treinamento de pessoal, desenho de ferramentas ou equipamentos, planejamento de procedimentos (por exemplo, criação de listas de verificação ou sistemas de suporte à decisão) e automação.

### Designs do Trabalho
O design do trabalho ou o design do trabalho no desenvolvimento organizacional é a aplicação de princípios e técnicas de sistemas sociotécnicos à humanização do trabalho, por exemplo, através do enriquecimento do trabalho. Os objetivos do projeto de trabalho para melhorar a satisfação no trabalho, para melhorar o through-put, para melhorar a qualidade e reduzir os problemas dos funcionários, por exemplo, queixas, absentismo.

### Pareceres
As deliberações são unidades-chave de análise no trabalho de conhecimento não-linear. São 'pontos de escolha' que movem o conhecimento para o futuro. Como originado e definido por Cal Pava (1983) em um desenvolvimento de segunda geração da teoria STS, as deliberações são padrões de troca e comunicação para reduzir a equivalência de uma questão problemática; por exemplo, para o trabalho de engenharia de sistemas, quais recursos desenvolver em novos softwares. As deliberações não são decisões discretas--são um contexto mais contínuo para decisões. Eles têm 3 aspectos: tópicos, fóruns e participantes.